# Sakkimangalam
Sakkimangalam es una  ciudad censal situada en el distrito de Madurai en el estado de Tamil Nadu (India). Su población es de 10854 habitantes (2011). Se encuentra a 10 km de Madurai.

## Demografía
Según el censo de 2011 la población de Sakkimangalam era de 10854 habitantes, de los cuales 5458 eran hombres y 5396 eran mujeres. Sakkimangalam tiene una tasa media de alfabetización del 72,30%, inferior a la media estatal del 80,09%: la alfabetización masculina es del 79,84%, y la alfabetización femenina del 64,70%.